# 43999 Gramigna
43999 Gramigna è un asteroide della fascia principale. Scoperto nel 1997, presenta un'orbita caratterizzata da un semiasse maggiore pari a 2,1404465 au e da un'eccentricità di 0,0607776, inclinata di 1,55294° rispetto all'eclittica.
L'asteroide è dedicato all'astronomo amatoriale italiano Paolo Gramigna.